# 78 Dywizjon Artylerii Lekkiej
78 dywizjon artylerii lekkiej (78 dal) – pododdział artylerii lekkiej Wojska Polskiego II RP.
Dywizjon nie występował w pokojowej organizacji wojska. Został sformowany w ostatnich dniach sierpnia 1939 roku w alarmie na bazie kadry dywizjonu I szkolnego Szkoły Podchorążych Artylerii w Toruniu.

## 78 dal w kampanii wrześniowej

### Mobilizacja
Dywizjon został zmobilizowany w ramach mobilizacji alarmowej w grupie niebieskiej w dniach 24-26 sierpnia w czasie od A+40 do A+60. Jednostką mobilizującą była Szkoła Podchorążych Artylerii w Toruniu. Dywizjon wyposażony został w haubice kal. 100 mm wz. 1914/19P. Po mobilizacji 78 dal przewieziony został transportem kolejowym do składu Armii "Modlin" i przydzielony do broniącej na „pozycji mławskiej” 20 Dywizji Piechoty. 29 sierpnia dywizjon zajął stanowiska ogniowe. 78 dal i II dywizjon haubic 20 pułku artylerii lekkiej stanowiły grupę bezpośredniego wsparcia 78 pp pod dowództwem mjr. Teofila Chciuka. 

### Działania bojowe
1 września o godz. 4.40 niemiecka artyleria rozpoczęła ostrzał stanowisk obronnych na „pozycji mławskiej”. Od godz. 5.45 artyleria niemiecka rozpoczęła dwugodzinną nawałę ogniową na głowną linię obrony 20 DP. W odpowiedzi ok. godz. 6.30 po opadnięciu porannej mgły, ogień otworzyły dywizjony grup artylerii 20 DP, w tym 78 dal, ostrzeliwując rejony Kuklina i Białut. Ok. godz. 8.00 artyleria niemiecka zaczęła wstrzeliwać się w stanowiska polskiej artylerii. Od 1 do 3 września 1939 roku wspierał głównie 79 pułk piechoty broniący pozycji pod Rzęgnowem prowadząc ostrzał atakujących oddziałów niemieckiej 1 Dywizji Piechoty i 12 Dywizji Piechoty. Od 4 września po przełamaniu pozycji obronnych Mazowieckiej Brygady Kawalerii i 79 pp oraz obejścia skrzydła 20 DP wydano rozkaz wycofania dywizji. Wraz z 20 DP, 78 dal wycofał się w kierunku przedmościa płockiego i wyszogrodzkiego. Od 6 września dywizjon przez Puszcze Kampinoską dotarł do Modlina, a dalej do rejonu Jabłonny-Legionowa. Następnie wspierał piechotę 20 DP w walkach o utrzymanie linii Narwi. 13-14 września walczył nad Narwią w składzie Artylerii Dywizyjnej 20 DP. Następnie odmaszerował do Warszawy i wspierał oddziały piechoty w walkach na odcinku Warszawa-Wschód. Złożył broń wraz kapitulacją garnizonu Warszawy 28 września 1939 roku.  

## Obsada dowódcza dywizjonu
- dowódca dywizjonu - mjr Feliks Koszucki[5]
- oficer łączności - ppor. rez. Antoni Makarski[6]
- dowódca kolumny amunicyjnej - ppor. rez. Julian Rakieta[6]
- dowódca 1 baterii - kpt. Tadeusz Piechocki[6]
- dowódca 2 baterii - kpt. Ludwik Lipko[5]
  - oficer ogniowy - por. Jerzy Witold Smykowski[5]
- dowódca 3 baterii - kpt. Kazimierz Steć[5]
  - oficer ogniowy - por. rez. Michał Wrzesiński[6]